# اللجنة الأولمبية الألمانية
اللجنة الأولمبية الألمانية (بالألمانية: Deutscher Olympischer Sportbund)‏ أو (DOSB)، تأسست في 20 أيار 2006 عندما تم دمج دويتشر سبورتبوند (DSB)، وKomitee NATIONALES Olympisches FÜR دويتشلاند (NOK) التي تعود لعام 1895، وهو العام الذي تأسست فيه واعترفت بها اللجنة الأولمبية الدولية.
مقرها في فرانكفورت، وتمثل 89000 نادي وتضم 27000000 عضو، أي حوالي ثلث سكان ألمانيا.

## المجلس التنفيذي
- مايكل فيسبر (الرئيس التنفيذي)
- توماس أرنولد
- ديرك Schimmelpfennig
- مارتن شونواندت
- كارين فريس